# Paphiopedilum lawrenceanum
Paphiopedilum lawrenceanum es una especie de la familia de las orquídeas. Es un endemismo de Borneo.

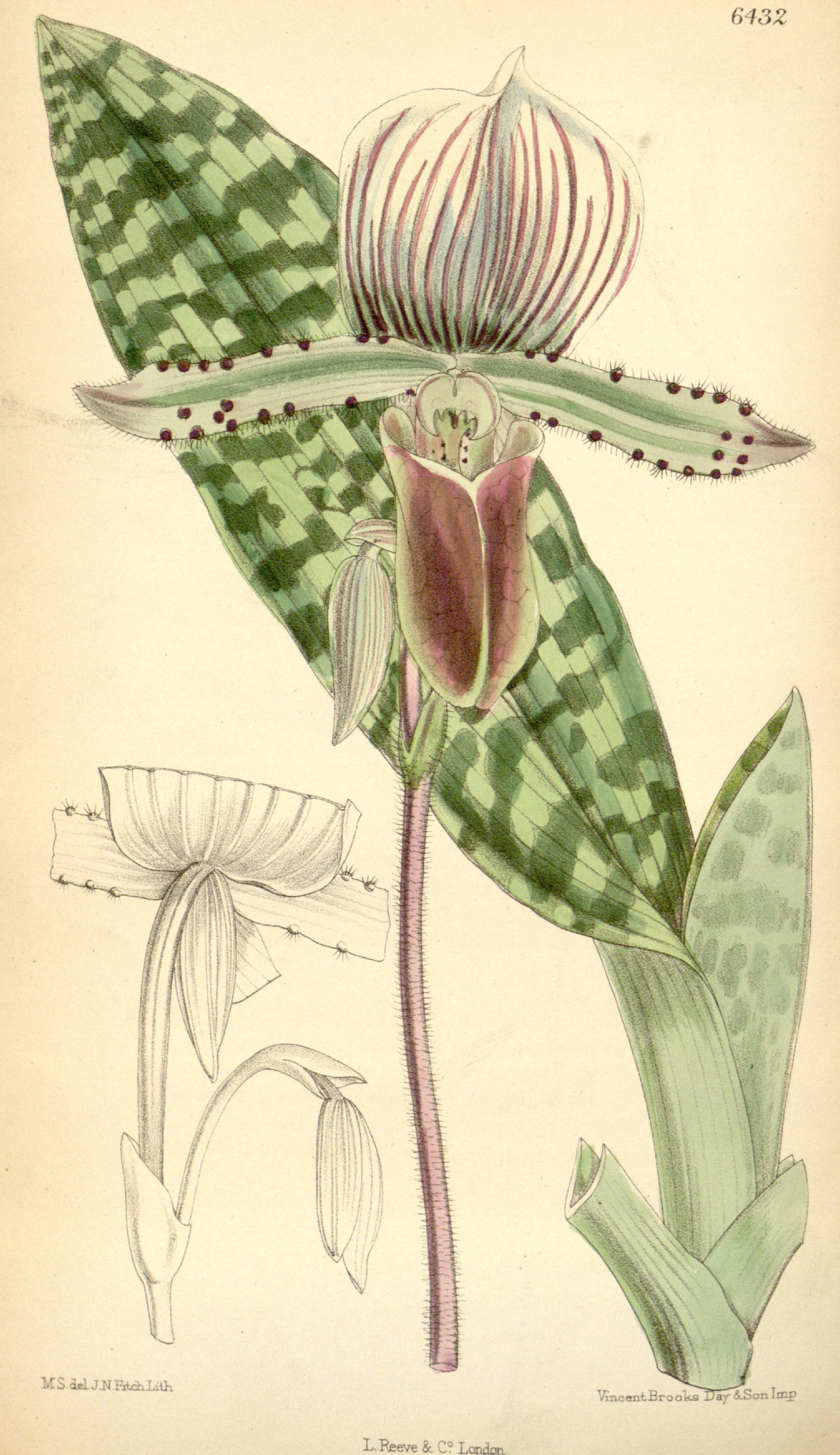
Ilustración de Curtis 105
(Ser. 3 no. 35) pl. 6432 (1879)

## Descripción
Es una orquídea de tamaño pequeño, que prefiere el clima cálido, con hábito terrestre o litófita, que dan lugar a 5 a 6 hojas, en forma de abanico, de color verde, elípticas a angostamente elípticos, obtusas a subagudos, tridentadas apicalmente, pálido a verde amarillento, muy teselado con hojas verde oscuro. Florece en una inflorescencia terminal, erecta, de 37,5 a 45 cm de largo, con 1 a 2 flores ocasionales, que tiene pequeñas brácteas, ovaladas, verde veteadas de marrón que es 1/4 de la longitud del ovario y se producen en la primavera y el verano.

## Distribución y hábitat
Se encuentra en Borneo en las rocas de piedra caliza y en la hojarasca en elevaciones de 300 a 500 metros.

## Taxonomía
Paphiopedilum lawrenceanum fue descrita por (Rchb.f.) Pfitzer y publicado en Pringsh. Jahrb. Wiss. Bot. 2: 6: 164. 1888.
Etimología
El nombre del género viene de « Cypris», Venus, y de "pedilon" = "zapato" ó "zapatilla" en referencia a su labelo inflado en forma de zapatilla.
lawrenceanum; epíteto otorgado en honor de Lawrence un entusiasta inglés amante de las orquídeas de los años 1800.
Sinonimia
- Cordula lawrenceana (Rchb.f.) Rolfe
- Cypripedium hyeanum L.Linden & Rodigas
- Cypripedium lawrenceanum Rchb.f.
- Cypripedium lawrenceanum var. hyeanum L.Linden & Rodigas
- Paphiopedilum barbatum subsp. lawrenceanum (Rchb.f.) M.W.Wood
- Paphiopedilum lawrenceanum f. hyeanum (L.Linden & Rodigas) O.Gruss & Roeth
- Paphiopedilum lawrenceanum var. hyeanum (L.Linden & Rodigas) Braem[3][4][1]